# Pererisl, Nadvirna
Pererisl (în ucraineană Перерісль) este o comună în raionul Nadvirna, regiunea Ivano-Frankivsk, Ucraina, formată numai din satul de reședință.

## Demografie
Componența lingvistică a comunei Pererisl
     Ucraineană (99,67%)
     Alte limbi (0,33%)
Conform recensământului din 2001, majoritatea populației comunei Pererisl era vorbitoare de ucraineană (99,67%), existând în minoritate și vorbitori de alte limbi.